# غيلان الدمشقي
هو غَيْلان بن مسلم الدمشقي، اختلف في اسم أبيه فقيل: مسلم، وقيل: مروان، وقيل: يونس. أصله قبطي من مصر، كان أبوه قد أسلم وصار من موالي عثمان بن عفان.

## نشأته
ولد وعاش في مدينة دمشق التي نُسب إليها، وارتحل في طلب العلم فدرس على الحسن بن محمد بن الحنفية في المدينة، و درس الفقه على الحسن البصري في البصرة. عاش غيلان في دمشق في زقاق فقير بقرب أحد أبواب دمشق اسمه باب الفراديس، و يقول يوسف زيدان: ((و أظنه كان محاطاً هناك بمناخ مسيحي عتيد)).

## نبوغه
اشتهر غيلان بين جيرانه ومعاصريه بصلاحه وتقواه و ورعه. و يعد من أعلام الوعاظ و الخطباء و الكتاب البلغاء، يضعه العلماء والمؤرخون في الطبقة الأولى من الكتاب (مع ابن المقفع، و سهل بن هارون، و عبد الحميد)، و له رسائل - ضاعت - يقول عنها ابن النديم أنها بلغت ألفي صفحة!
و كان غيلان على صلة بالخليفة الأموي عمر بن عبد العزيز، حيث عهد إليه برد مظالم من سبقه من أمراء بني أمية، فكان غيلان ينادي لبيعها للناس في المدينة و يقول: تعالوا إلى اموال الظلمة، تعالوا إلى أموال الخونة! وقد وصلت هذه الكلمات العنيفة إلى مسامع هشام بن عبد الملك - الذي سيصبح خليفة فيما بعد - فقال: هذا يعيبني ويعيب آبائي، والله إن ظفرت به لأقطعن يديه ورجليه.

## اختلافه
و مذهب غيلان الكلامي هو أنه قرر ما سبقه إليه معبداً القائل بالحرية الإنسانية، فصار يخالف في الوقت ذاته مبدأ أهل السنة و الجماعة، و من تقريرهم أن كل ما كان، وما هو كائن، وما سيكون مستقبلاً، إنما هو أمر الله و قدره؛ مبررين بذلك حكمهم للناس، ومعفين انفسهم عن التغييرات التي أحدثوها في نظام الحكم الإسلامي. غير أن غيلان ناقضهم في ذلك حين قرر أن الإنسان مختار، وانه سوف يحاسب على اختياره، وهو القول الذي توسع فيه المعتزلة فيما بعد، وتحول على أيديه إلى نظرية في الحرية الإنسانية تضاد مذهب الجبرية و ترد عليه بالأدلة النقلية و العقلية.
و كان رأي غيلان في الخلافة والإمامة موافقاً لرأي الخوارج: أنها تصلح في كل من يجمع شروطها، ولو لم يكن من قبيلة قريش مخالفاً بذلك بني امية والشيعة على حد سواء، فكان يقول: ((كل من كان قائماً بالكتاب والسنة فهو مستحق لها، ولا تثبت إلا بإجماع الامة)).

## إعدامه
لما تولى الخلافة - بعد عمر - هشام بن عبد الملك أراد أن يحقق وعده السابق بالانتقام من غيلان، فاعتقله، وفي مجلس الخلافة زعق فيه: مد يدك، فمدها غيلان، فضربها الخليفة بالسيف فقطعها، ثم قال: مد رجلك، فمدها، فقطعا الخليفة بالسيف الباتر .. و بعد أيام مر رجل بغيلان وهو موضوع أمام بيته بالحي الدمشقي الفقير، والذباب يقع بكثرة على يده المقطوعة، فقال الرجل ساخراً: يا غيلان، هذا قضاءٌ و قدر! فقال له: كذبت، ما هذا قضاء ولا قدر .. فلما سمع الخليفة بذلك، بعث إلى غيلان من حملوه من بيته، وصلبه على إحدى أبواب دمشق.

## موقف العلماء من قتله
كان أستاذه الحسن بن محمد بن الحنفية قد تنبأ له بهذا المصير عندما أشار إليه فقال: ((أترون هذا؟ .. انه حجة الله على أهل الشام (يعني يني امية) .. ولكن الفتى مقتول!)). أما خصومه ففرحوا بمقتله وقالوا: ((إن قتله أفضل من قتل ألفين من الروم!)). أما الآجري وابن عساكر فيرددان عبارة الإمام مكحول الشامي - المعاصر لغيلان - حيث قال عنه: ((لقد ترك غيلان هذه الامة، في لجج مثل لجج البحار)).